# Adrian Jacobs
Adrian Jacobs (zm. 1997) – brytyjski pisarz, autor literatury dziecięcej.
Za namową przyjaciół w drugiej połowie lat 80 – XX wieku, spisał opowiadane ich dzieciom bajki o szkole dla czarodziei. Powieść “The Adventures of Willy the Wizard – No 1 Livid Land”  została wydana 1987 r., nakładem własnym autora. Książka nie cieszyła się popularnością i zostało sprzedane 5 tys. egzemplarzy. Autor korzystał z usług agenta literackiego Christophera Littre, późniejszego agenta J.K. Rowling. 
Oszczędności życia stracił mniej więcej w okresie ukazania się swojej książki w związku z krachem giełdowym. Zmarł w ubóstwie w hospicjum.

## Proces rodziny z J.K. Rowling
W 2004 r., rodzina pisarza po raz pierwszy próbowała wnieść pozew przeciwko autorce książek o Harrym Potterze w związku z podejrzeniem  plagiatu, ale wówczas nie udało się znaleźć w tekście książki J.K. Rowling żadnych fragmentów, które byłyby kopią utworu Jacobsa. W 2010 r., rodzina wniosła pozew przeciwko londyńskiemu wydawnictwu Bloomsbury Publishing. W pozwie napisali, że w swoim dziele Jacobs zawarł wątki takie jak np. szkoły dla czarodziejów, na wiele lat przed tym, jak Rowling uczyniła je osią swoich książek.